# Merida (Leyte)
Merida ist eine philippinische Stadtgemeinde in der Provinz Leyte. Sie hat 29.863 Einwohner (Zensus 1. August 2015).

## Baranggays
Merida ist administrativ in 22 Baranggays unterteilt:
| - Binabaye - Cabaliwan - Calunangan - Calunasan - Cambalong - Can-unzo - Canbantug - Casilda - Lamanoc - Libas - Libjo | - Lundag - Mahalit - Mahayag - Masumbang - Poblacion - Puerto Bello - San Isidro - San Jose - Macario - Tubod - Mat-e |